# Naglfar
Naglfar è una nave infernale che compare nella mitologia norrena.
Costruita con le unghie dei morti, il significato del suo nome potrebbe essere appunto quello di "nave delle unghie" o "nave dei morti".
Nominata in poche fonti, si dice che quando la sua costruzione verrà completata avrà inizio il Ragnarǫk, cioè la fine del mondo. Naglfar proverrà da Múspellsheimr, il mondo dei giganti del fuoco, e sarà pilotata da Hrymr, che porterà con sé le creature del caos.

## Nella cultura di massa
- Naglfar compare nel libro Magnus Chase e gli Dei di Asgard - La Nave degli Scomparsi, in cui Loki la vuole usare per accelerare il Ragnarok.
- Dalla nave norrena deriva anche il nome dell'imbarcazione usata dalla Caccia Selvaggia in The Witcher 3: Wild Hunt per viaggiare tra i mondi e raggiungere quello del protagonista Geralt.
- È stata messa come mostro demoniaco fiammeggiante in Yu-Gi-Oh! nel nuovo mazzo ispirato alla mitologia norrena della famiglia "Generaider".
- I Naglfar, inoltre, sono un gruppo black metal svedese.
- A Naglfar fa chiaro riferimento J. L. Borges nella poesia Islanda.